# Chantier naval TaraTari
TaraTari est un chantier naval créé en 2004 par Yves Marre au Bangladesh. Soutenu par l’association Watever, le chantier a pour objectif d’aider au développement d’une production navale moderne, sûre et responsable dans le pays.

## Histoire

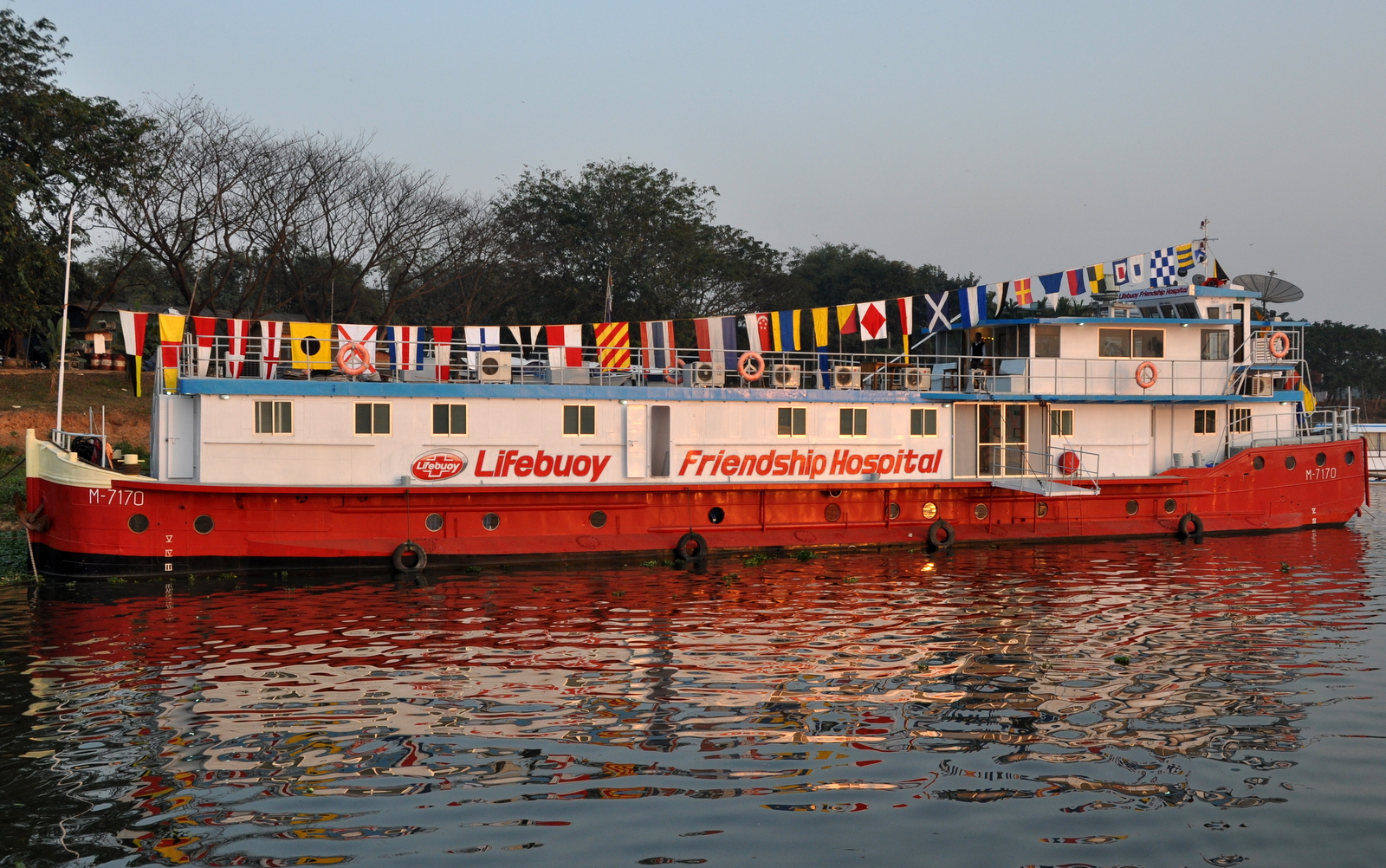
La péniche d'Yves Marre en 2012.

Arrivé en péniche depuis la France, Yves Marre s’installe au Bangladesh en 1994 et crée l’ONG Friendship (en) avec son épouse Runa Khan Marre. Ils transforment leur péniche en hôpital flottant à destination des populations isolées du nord du pays.

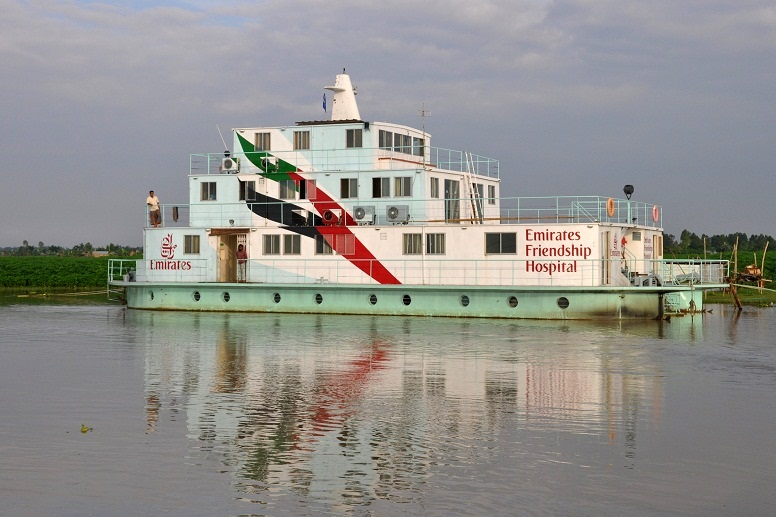
Le catamaran hôpital de Friendship construit par TaraTari œuvre sur le Brahmapoutre dans le nord du Bangladesh.

En 2004, Yves fonde le chantier naval TaraTari pour produire un deuxième hôpital flottant et deux ambulances catamaran en fibre de verre. 10 ans plus tard, TaraTari est devenu l'un des leaders de la construction navale en composite dans le pays et participe au développement du Bangladesh via la production de Solutions Flottantes Utiles.
Pour les besoins de son ONG, Yves Marre crée le chantier naval TaraTari et construit le catamaran « Emirates Friendship Hospital », inauguré en 2008. 
En 2004, Yves rencontre Marc Van Peteghem, codirecteur du cabinet d’architecture naval Van Peteghem Lauriot-Prévost (VPLP). Une amitié née entre ces deux hommes, qui partagent la même vision de l’engagement et du service, donne lieu à de nombreuses collaborations et à la naissance de l'association Watever. Marc dessine pour TaraTari une ambulance flottante, produite à deux exemplaires qui agissent en soutien de la péniche-hôpital et du catamaran hôpital de l'association Friendship (en).
Après le passage du cyclone Sidr en 2007, Yves est consterné par les conditions de vie des pêcheurs et des populations vivant près de l’eau, très vulnérables aux aléas climatiques (orages tropicaux violents, cyclones dévastateurs…).

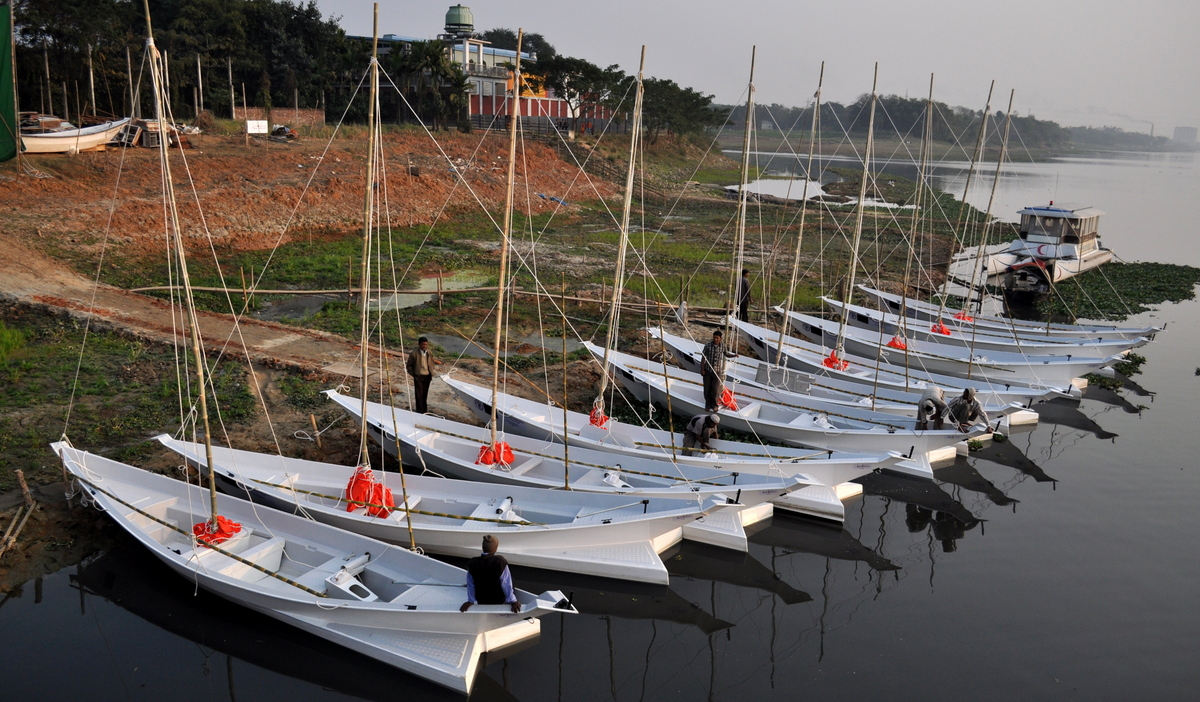
Première livraison des Masdoris de TaraTari à la FAO.

En intégrant les formes traditionnelles des bateaux de pêche de Kuakata (Sud du Bangladesh), Marc Van Peteghem aide Yves à concevoir les premiers prototypes de « Masdoris » en fibre de verre pour la pêche, afin de remplacer les embarcations en bois trop fragiles. Ces navires sont plus sûrs que les bateaux traditionnels car ils sont insubmersibles, plus solides et durables (durée de vie de plus de 20 ans). Ils sont une solution efficace pour améliorer les conditions de travail et préserver la vie des pêcheurs au Bangladesh.
Malgré ses limitations techniques et financières, TaraTari se développe et devient petit à petit une référence dans le pays dans le domaine de la construction navale.
En 2010, TaraTari convainc l'Organisation des Nations unies pour l'alimentation et l'agriculture (FAO) de la nécessité d’améliorer la flotte du Bangladesh. L’organisation fait alors confiance au chantier pour la production des 25 premiers bateaux de pêche en fibre de verre du pays. Ce projet sera le point de départ d’une prise de conscience des institutions locales et internationales de l’importance du renouvellement de la flotte du pays et de l’intérêt de la fibre de verre par rapport au bois dans la construction navale.[réf. souhaitée]

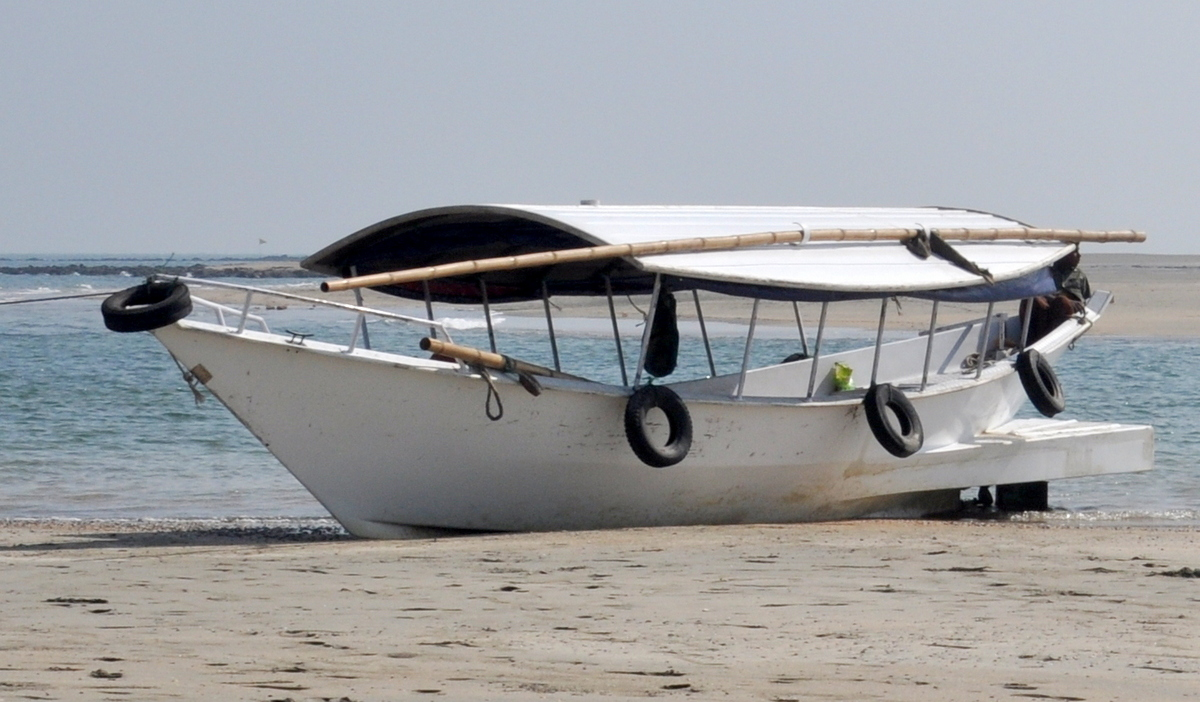
Un Mandoris de TaraTari.

En 2011, l’UNICEF commande 7 bateaux de transport de type « Mandoris » pour le ramassage scolaire des enfants des îles du lac de Kaptai (sud-est du Bangladesh). Ces bateaux permettent de transporter plus de 7 000 enfants par an, leur donnant ainsi un meilleur accès à l’éducation.

### 2012
En 2012, le chantier naval TaraTari déménage à Chittagong pour accroître sa surface de production et se rapprocher des populations naviguant dans la baie du Bengale. C’est une étape importante dans le développement du chantier, qui lui permet d'augmenter sa cadence de production et d’accomplir des objectifs plus ambitieux. Il continue de travailler avec la F.A.O. (35 unités produites), développe de nouveaux bateaux pour le groupe A.K. Khan et débute de nouveaux projets pour une meilleure utilisation des voies navigables du pays.
Avec la livraison des 35 unités pour la F.A.O, TaraTari continue également sa mission de formation auprès des pêcheurs qui reçoivent les navires. Ces stages de formation sont un moyen pour TaraTari d’éduquer les marins locaux aux dangers de la navigation, à la sécurité en mer et à la bonne utilisation de leurs embarcations.

### Perspectives
En 2014 un partenariat avec un groupe industriel local est prévu. Cette collaboration amènera le chantier à tripler sa surface totale, lui permettra de répondre efficacement à la demande croissante en bateaux et de continuer la recherche et le développement de nouvelles Solutions Flottantes Utiles.

## Missions
TaraTari se donne pour missions :

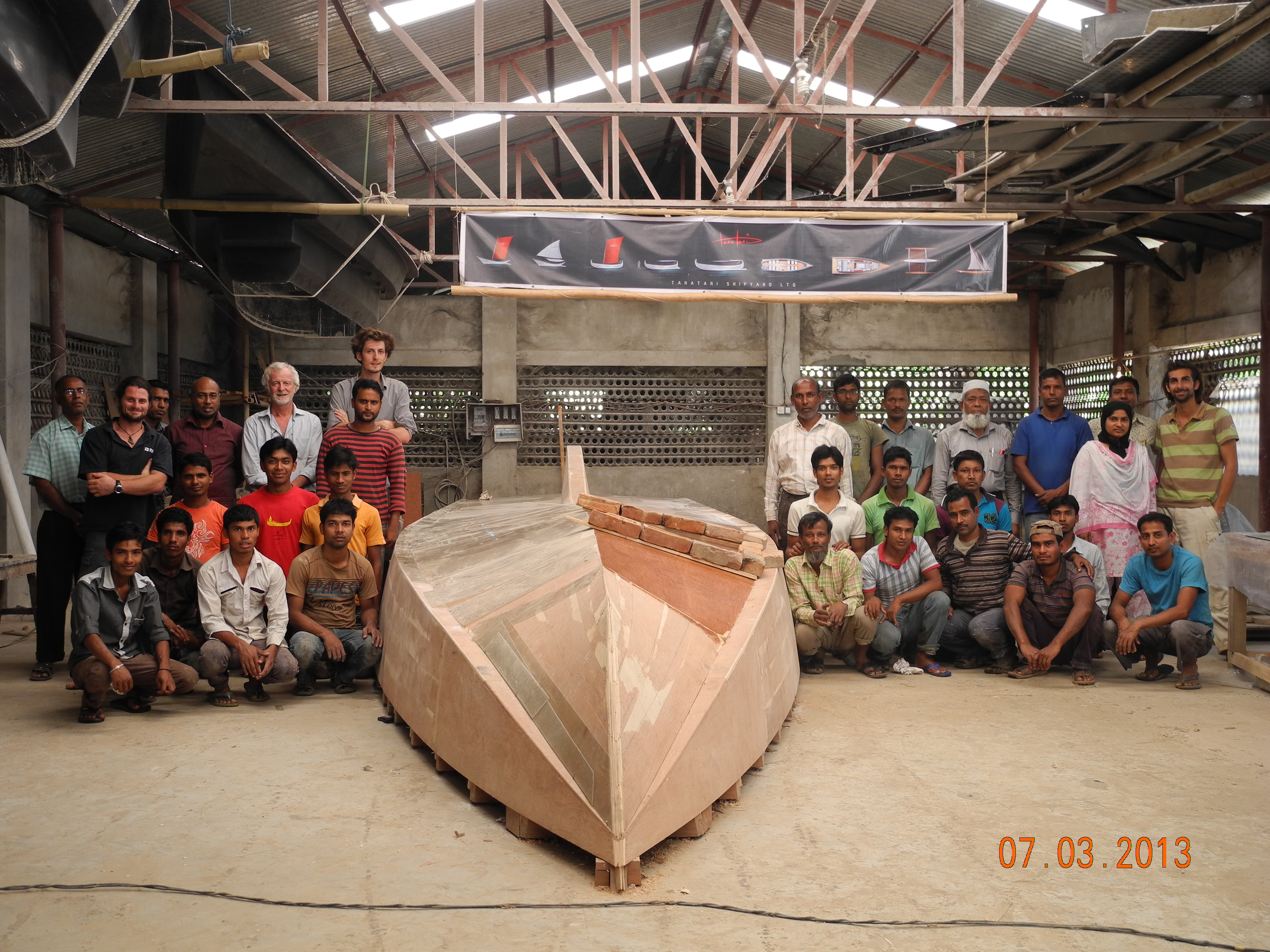
L'équipe du chantier TaraTari

- D'accompagner le Bangladesh dans son évolution technologique par le transfert de compétences dans la construction navale composite aux standards internationaux ;
- D’être un modèle de chantier pérenne et durable, réplicable dans le pays ;
- De travailler sur la recherche, le développement et l’essaimage de bateaux sûrs, correspondant à des besoins identifiés, respectant les utilisations locales et préservant au mieux les formes traditionnelles ;

- De respecter les valeurs de l'entrepreneuriat social, avec une gouvernance éthique et en réinjectant la majorité des profits dans la recherche et le développement, l’amélioration des conditions de travail des salariés et les infrastructures du chantier[10].

## Activités
Le chantier naval TaraTari est le seul au Bangladesh à assurer à la fois le design et la production de ses bateaux, à former ses équipes à la construction navale aux standards internationaux et à maîtriser la construction en composite, en acier et en bois.

### Conception navale

#### Recherche & Développement
TaraTari cherche à développer de nouvelles solutions flottantes en fonction des besoins locaux, en prenant en compte les caractéristiques du pays et en intégrant l’architecture navale locale dans le design des navires.

#### Accompagnement des projets liés à l’eau
TaraTari accompagne ceux qui souhaitent développer des projets innovants pour le Bangladesh autour de l’eau. Le chantier a ainsi accueilli l’équipe de « Gold of Bengal » lors de la construction de leurs prototypes de bateaux en fibre de jute.

#### Conseil en construction navale
TaraTari assure aussi une activité de conseil en construction navale pour la conception de solutions sur mesure et adaptées à des besoins spécifiques. 
Exemples de projets développés :
- Navire école pour l’UNICEF
- Bateau de transport d’eau potable pour Grameen Veolia Environnement
- Navire pour le ministère de l’environnement (eaux et forêts) du Bangladesh
- Ambulances flottantes pour le gouvernement du Bangladesh

### Production navale

#### Conception et production de moule
TaraTari est capable de produire des prototypes de bateaux mais est aussi en mesure de concevoir et de fabriquer les moules nécessaires à une production industrielle. Cette expertise est essentielle pour la production en série et a un impact direct sur l’efficacité et la productivité dans ce domaine. Pour aider au développement de l’industrie locale, TaraTari souhaite également partager cette compétence avec tous les chantiers du pays qui pourraient avoir besoin de ce savoir-faire.

#### Production de bateaux

##### Composite
Cette technologie est une nouvelle étape et un progrès pour la construction navale car elle permet la production de bateaux résistants, légers, insubmersibles et performants avec une durée de vie de plus de vingt ans. 
Le chantier a produit de nombreux bateaux en composite aux normes internationales pour les agences de l'ONU et de la Commission Européenne.
TaraTari assure un service de réparation et de maintenance de tous les navires conçus en fibre de verre.

##### Acier
TaraTari maîtrise cette technique de fabrication. Le premier bateau sorti du chantier est le catamaran hôpital Emirates. TaraTari a également mené à bien la rénovation de la péniche hôpital de ONG Friendship (en) et d’autres avant-projets de bateaux en acier.

##### Bois

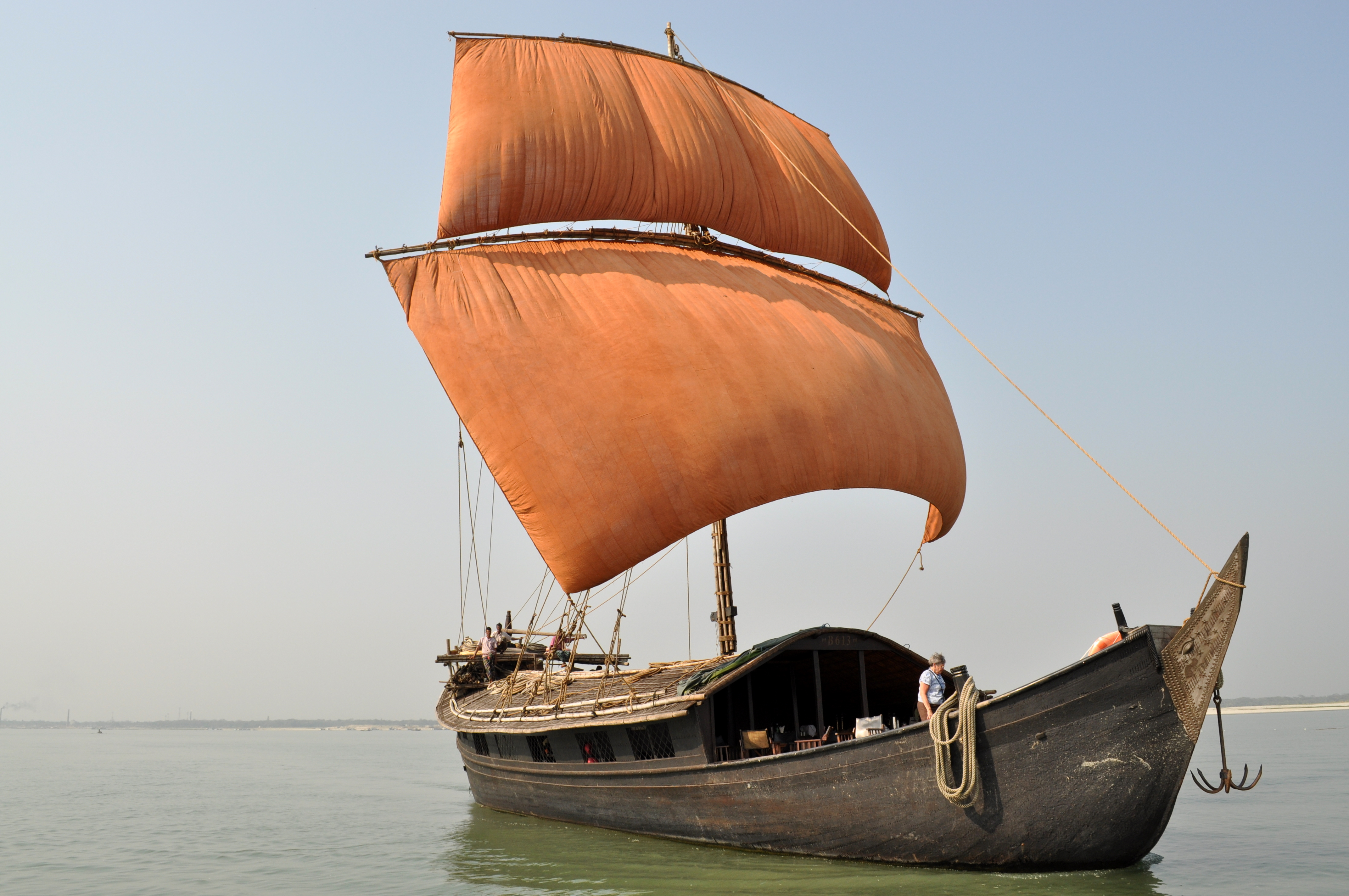
Le B613

Le chantier, par l’intermédiaire de son directeur Yves Marre, est très impliqué dans la sauvegarde du patrimoine naval du Bangladesh.
TaraTari a notamment participé à la construction de navires disparus pour la préservation de l’héritage de cette grande flotte traditionnelle. Le Malar, le Panchi, le Patham, le grand Shampan, la Baich et le petit Shampan en sont des exemples.
En février 2013, Yves est nommé « chef du comité » du Service d’Archéologie du ministère de la culture, chargé de l’excavation de l’épave trouvée sous la plage de Kuakata (Sud du Bangladesh). Ce bateau devrait être exposé dans ce lieu touristique.

### Formation

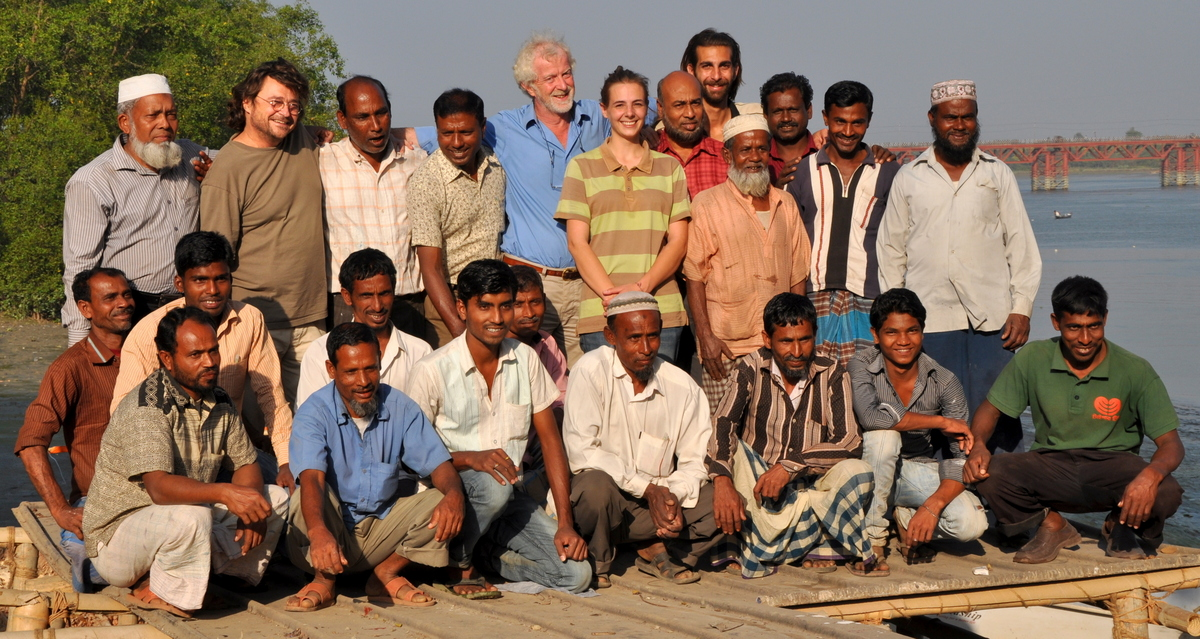
L'équipe TaraTari avec les stagiaires de la FAO

Actuellement, de nombreux chantiers navals produisent des embarcations (bois, acier et maintenant composite) souvent mal adaptées et fragiles. Chaque intempérie entraîne son lot de victimes. TaraTari souhaite accompagner le Bangladesh par la formation de techniciens afin de rendre possible la construction de bateaux sûrs et durables. Pour cela le chantier a mis en place une formation continue pour ses salariés leur permettant d’acquérir une expérience et des connaissances approfondies dans les techniques de production aux normes internationales.
En plus de cette formation continue, TaraTari en association avec la F.A.O et l’association Watever a organisé en 2013 la formation de 15 étudiants dans les domaines de la réparation navale composite.

## Bateaux
Depuis sa création, TaraTari a pour vocation le développement et la production de bateaux résistants, performants, insubmersibles et durables, principalement dans les domaines de la pêche et du transport de passagers. Ces navires ont pour objectif d’améliorer les conditions de vie et de travail des populations locales.

### Bateaux de transports
- Mandoris[18]
- Shampan de 5m, 7m et 11m

### Bateaux de pêche
- Masdoris[19]
- Karnaphuli Boat

### Bateaux médicaux
- Catamaran hôpital : « The Emirates Friendship Hospital » (acier)[15]
- Ambulances catamarans (fibre de verre)[20]

### Bateaux polyvalents
- Karnaphuli-Multi[21]

## Collaborations
- Watever[2] : Depuis 2011, l’association Watever soutient Yves Marre et le chantier naval TaraTari dans son développement. L’association a permis l’envoi de 6 volontaires sur le chantier, la mise à disposition d’une expertise technique dans la construction des bateaux et un soutien dans la communication et la recherche de financement.
- VPLP : Le cabinet d’architecture naval VPLP est un partenaire du chantier naval TaraTari, avec lequel il collabore dans le développement de Solutions Flottantes Utiles.
- L’aventure Tara Tari : En 2009, Corentin de Chatelperron vient travailler sur le chantier naval TaraTari pour l’aider dans son développement[évasif]. En 2010, le chantier l’a aidé à construire son bateau fait à 40% en fibre de jute, le Tara Tari.
- Gold of Bengal : En 2013, le chantier accueille Gold Of Bengal, l’équipe de Corentin de Chatelperron, pour la construction de leur prototype de bateau fait à 100% en fibre de jute[22].

## Publications
- (en) « Unique Unicef move helps Kaptai kids attend schools », Daily Star,‎ 1er mai 2013 (lire en ligne, consulté le 19 septembre 2020)